# 桜田一男
桜田 一男（さくらだ かずお、1948年9月26日 - 2020年1月12日）は、日本のプロレスラー、大相撲力士。北海道網走市出身。本名（戸籍上の表記）：櫻田 一男（読みは同じ）。ケンドー・ナガサキのリングネームで知られる。

## 来歴
父は網走刑務所の職員だった。中学卒業後大相撲の立浪部屋に入門し、1964年1月初土俵。1966年9月場所には序二段で全勝優勝を果たしている。同期には島田（後の天龍源一郎）がいる。本名の櫻田の後『網走洋（あばしりなだ）』『翠巒（みどりみね）』の四股名を名乗るが、先輩力士とのトラブルに端を発して部屋の親方と反りが合わなくなり、1971年3月廃業。同年日本プロレスに入門し、6月27日に戸口正徳戦でデビューした。
日本プロレスには1973年の崩壊まで残ったが、同年3月2日に横浜文化体育館で行われた大城大五郎との試合はセメントマッチとなった。これは、新日本プロレスへの移籍組と日本プロレスの残党による団体代理戦争であった。
その後、全日本プロレスに移籍する。正式には1976年3月31日まで日本テレビと3年契約を結んだ上、全日本へ派遣されていた。同年4月1日付で全日本正式所属選手となる。全日本の道場では新人のコーチを務め、渕正信、大仁田厚、園田一治らを指導している。韓国遠征では虎柄の覆面を被り、タイガーマスクを名乗ったこともあった。
1976年10月、ジャイアント馬場から「お前、髷が結えるか?」と聞かれて「結えますよ」と答えたことで、プロレスに転向した天龍のアメリカ武者修行に床山として帯同し渡米するが、渡米後は天龍と別行動を取り、『ミスター・サクラダ』のリングネームでアメリカをはじめカナダやプエルトリコなど北米各地を日本人ヒールとして転戦。
アメリカ中南部のNWAトライステート地区（後のMSWA）ではキラー・カール・コックスのパートナーに起用され、トップ戦線で活躍。カナダのカルガリーではミスター・ヒトとのタッグで活動してアンドレ・ザ・ジャイアントとも対戦したほか、1978年7月8日にはエドモントンでハーリー・レイスのNWA世界ヘビー級王座に挑戦した。同年10月に一時帰国し、カルガリーと提携していた国際プロレスの『日本リーグ争覇戦』に出場。決勝トーナメントでプロフェッサー・タナカに敗れるも敢闘賞を受賞した。
以降もヒトとのコンビで各地を転戦し、1979年はカルガリーで2月10日にブレット・ハート&キース・ハート、7月7日にドリー・ファンク・ジュニア&ラリー・レーンを破り、同地区認定のインターナショナル・タッグ王座を獲得。8月25日にはフロリダで、スティーブ・カーン&ジム・ガービンを下しNWAフロリダ・タッグ王座も手中に収めた。テキサス州のダラスにも進出し、1980年1月から7月にかけて、ホセ・ロザリオ&エル・ハルコン、ケビン・フォン・エリック&ケリー・フォン・エリックなどのチームからNWAアメリカン・タッグ王座を奪取している。
ヒトとのタッグ解消後は、ダラスで『チャン・チュン』なる覆面レスラーに変身し、シンガポール出身と称してザ・グレート・カブキと合体。1981年にケビン&デビッド・フォン・エリックを破り、テキサス版のNWA世界タッグ王座を獲得した（ケンドー・ナガサキに変身後の1982年10月および1983年1月の全日本プロレス帰国時もチャン・チュンと同じマスクを被り、覆面レスラーの『ドリーム・マシーン』として外国人サイドの一員となって参戦している）。

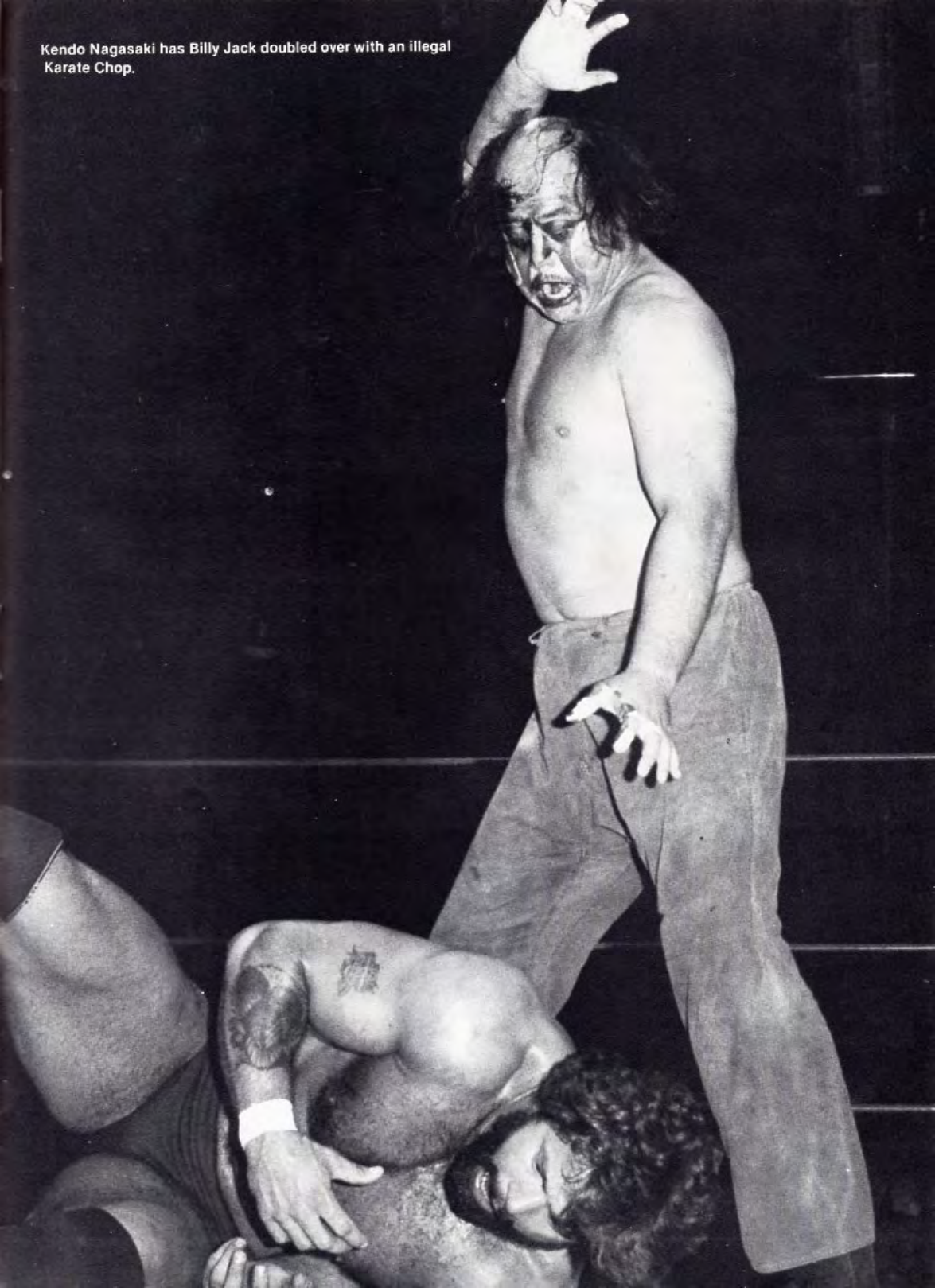
ビリー・ジャックを攻撃するケンドー・ナガサキ（1984年）

1982年3月、テリー・ファンクのアイデアにより古巣のフロリダでペイントレスラーの『ケンドー・ナガサキ』に変身。剣道の防具をコスチュームに、頭頂部を剃り上げた落武者スタイルの怪奇派ヒールとして、ダスティ・ローデス、マイク・グラハム、ブライアン・ブレアー、バリー・ウインダム、ロン・バスらと抗争。テネシー州メンフィスのCWAにも参戦して、同年5月にジェリー・ローラーとAWA南部ヘビー級王座を争う。CWAではカマラとも怪奇派コンビを結成し、ローラー&ビル・ダンディーやスパイク・ヒューバー&スティーブ・リーガルと対戦した。
1983年はビル・ワット主宰のMSWAにも登場して、マイク・シャープ、ジャンクヤード・ドッグ、ミスター・レスリング2号、ジム・ドゥガン、マグナムTA、ブッチ・リードなどと対戦。5月13日のヒューストンでのイベントではミル・マスカラスとのシングルマッチが行われた。主戦場のフロリダでは1984年1月22日、マイク・ロトンドを破ってNWAフロリダ・ヘビー級王座を獲得、3月29日にビリー・ジャックに敗れるまで戴冠した。1985年3月には、当時全米侵攻を推進中だったWWFに対抗してAWAがニューヨークで開催した興行に参加。リック・マーテルが保持していたAWA世界ヘビー級王座に挑戦し、マサ斎藤ともタッグを組んでマーテル&サージェント・スローターやハイ・フライヤーズ（グレッグ・ガニア&ジム・ブランゼル）と対戦した。
1985年に全日本プロレスを退団して、7月よりノースカロライナのNWAミッドアトランティック地区で後藤達俊と覆面タッグチーム『ライジング・サンズ』を結成。ロックンロール・エクスプレス（リッキー・モートン&ロバート・ギブソン）、アメリカン・スターシップ（スターシップ・イーグル&スターシップ・コヨーテ）などのチームと対戦した。同年10月に新日本プロレスに参戦、リングネームを『ランボー・サクラダ』に改め、素顔で試合を行い、コンガ・ザ・バーバリアン、レイ・キャンディ、バッドニュース・アレン、そしてブルーザー・ブロディともシングルマッチを行った。
しかしこの改名が不評であったため、同年末には再びペイントを施してケンドー・ナガサキに戻り、ミスター・ポーゴをパートナーにIWGPタッグリーグ戦に出場。以降はポーゴとのオリエンタル系ペイント・タッグチーム『ニンジャ・エクスプレス』で活躍、カルロス・コロンの主宰するプエルトリコのWWCにも遠征し、1987年10月から1988年7月にかけて、マーク・ヤングブラッド&クリス・ヤングブラッドのレネゲード・ウォリアーズとWWC世界タッグ王座を争った。
以後、再び渡米してWCWで活動。日本のヤクザをイメージしたキャラクターの『ドラゴン・マスター』に改名し、グレート・ムタやバズ・ソイヤーとユニットを組んでスティングやフォー・ホースメンと抗争する。帰国後の1990年3月、旗揚げ間もないFMWに参戦。栗栖正伸とタッグを組み、大仁田厚&ターザン後藤とストリートファイトマッチで対戦した。FMWには1シリーズのみの参戦となり、同年より将軍KYワカマツと共にSWS設立の中心人物として活動。SWS旗揚げの際には再びケンドー・ナガサキのリングネームに戻して『道場・檄』の実質的なリーダーとして活躍した。
SWSの活動停止後は『道場・檄』のメンバーと、ジョージ高野や高野俊二らが所属していた『パライストラ』との合同でNOWを設立して代表取締役となる。正式な旗揚げ戦の前に高野兄弟が離脱したためエース的存在ともなるが、経営不振のためにNOWは崩壊した。
その後、1995年にグレート小鹿に誘われ大日本プロレスに参加し、デスマッチ路線で活躍するが、小鹿の意向でバーリトゥード挑戦を表明。当時「セメントマッチならナガサキが最強」と言われていたため、その強さを期待されてジェラルド・ゴルドーの兄であるニコ・ゴルドーと対戦。年齢的な問題もあり苦戦したものの勝利を収めた。
そして同年9月26日、47歳の誕生日であるこの日にシューティング（現：修斗）が主催した総合格闘技大会「Vale-Tudo Perception」に参戦し、キックボクシング出身のジーン・フレージャーと対戦。しかし試合開始後の僅か36秒で失神KO負けとなり、以後バーリトゥード路線から撤退することになる。この試合に関しては事前に対戦相手のことも調べず、バーリトゥード向けのトレーニングも行わずに1か月間ブラジルへ柔術修行に向かうも、ビーチを走っただけで実際には柔術の修行をしないまま臨んだとされる。
その後、小鹿との見解の相違もあり大日本プロレスを離脱。フリーランスとしてSPWFやIWAジャパンに参戦し「NEW NOW」と称して自主興行も開催する。その一方で神奈川県小田原市にちゃんこ料理店「ケンドー」とスナック「ケンドー」を開店し、さらには魚料理のケータリングサービスや魚の仲買を行なう会社を設立し、料理店の食材仕入れはキラー・カーンの店と共同で行っていた。そのため2000年代にはこちらの経営が主となっており、プロレスのリングには時折上がる程度だった。その後の2009年には過労による体調不良もあり、すべての事業を廃業した。2013年の時点では千葉市に在住していた。
2020年1月12日、千葉県市原市の自宅で死亡しているところを知人により発見された。71歳没。訃報は翌13日にカリフラワー・アレイ・クラブによって公表された。死去する直前の同月5日には都内でのファン交流イベントに参加し、10日には船橋市のパーティーに出席するなどしていた。
1月13日、かつて所属していた大日本プロレスの後楽園ホール大会で追悼セレモニーが行われ、旗揚げ時に苦楽を共にした小鹿会長、登坂栄児社長と共に、愛弟子でもある谷口裕一が桜田の遺影を持ってリングに登壇し、所属全選手がリングを取り囲んで追悼の10カウントゴングが鳴らされた。

## エピソード
- 日本プロレス時代の桜田のセメントの実力は日本人最強であったとも伝わる[39]。
- アメリカ武者修行時代の喧嘩の腕前は相当のもので、拳銃を持った相手に素手で立ち向かって叩きのめしたという逸話も残した[40]。
- 桜田の死去に至るまで大日本プロレスに「付き人」制度がないのは、桜田の影響だという[40]。
- 大日本プロレスの基礎となるデスマッチ戦線の土台を作った人物ともいわれる。1996年8月19日の横浜文化体育館で松永光弘と世界初のピラニアデスマッチを敢行したのはそれを如実に示した例と言える[40]。

## 得意技

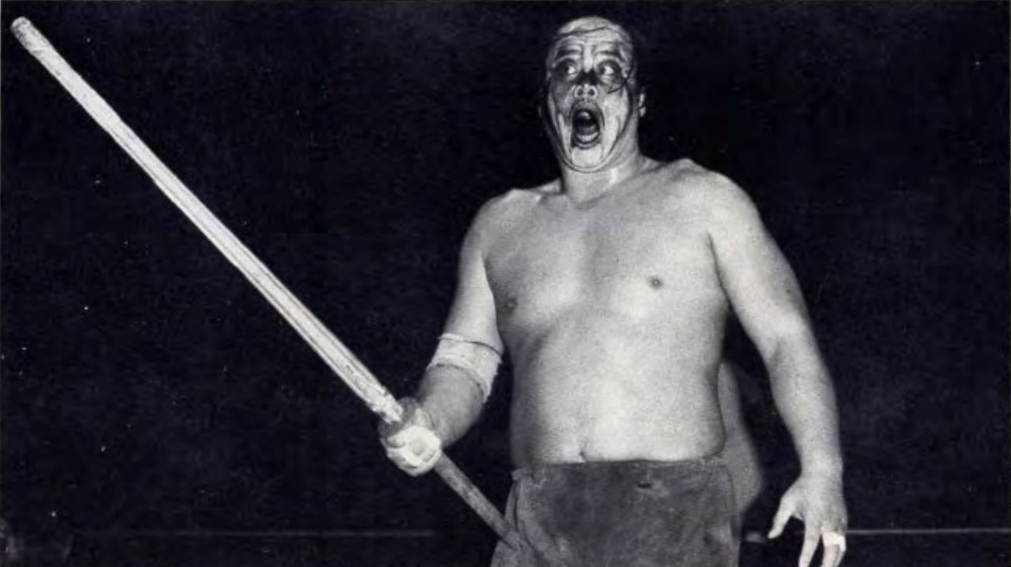
凶器の竹刀を手にするケンドー・ナガサキ（1984年）

- パイルドライバー
- ペンデュラム・バックブリーカー
- クロー・ホールド
- トラース・キック
- 毒霧
- 竹刀攻撃
- 椅子攻撃
- 消火器攻撃

## 獲得タイトル
スタンピード・レスリング
- スタンピード北米ヘビー級王座：1回[41]
- スタンピード・インターナショナル・タッグ王座：3回（w / ミスター・ヒト×2、Kasavudu）[11]

チャンピオンシップ・レスリング・フロム・フロリダ
- NWAフロリダ・タッグ王座：1回（w / ミスター・ヒト）[12]
- NWAフロリダ・ヘビー級王座：1回[22]

NWAビッグタイム・レスリング
- NWAアメリカン・タッグ王座：1回（w / ミスター・ヒト）[13]
- NWA世界タッグ王座（テキサス版）：1回（w / ザ・グレート・カブキ）[14]

コンチネンタル・レスリング・アソシエーション
- AWA南部ヘビー級王座：1回[18]

パシフィック・ノースウエスト・レスリング
- NWAパシフィック・ノースウエスト・タッグ王座：1回（w / エド・ウィスコスキー）[42]

ワールド・レスリング・カウンシル
- WWC世界タッグ王座：4回（w / ミスター・ポーゴ）[26]

## リングネーム
- 桜田一男（Kazuo Sakurada）
- ミスター・サクラダ（Mr. Sakurada）
- タイガーマスク（Tiger Mask）※全日本プロレス時代の韓国遠征時[6]
- チャン・チュン（Chan Chung）
- ドリーム・マシーン（The Dream Machine）
- ケンドー・ナガサキ（Kendo Nagasaki）※初代ケンドー・ナガサキ（ピーター・ソーンリー）とは無関係
- ランボー・サクラダ（Rambo Sakurada）
- ドラゴン・マスター（The Dragon Master）

## 入場曲
- ファイナル・カウントダウン（ヨーロッパ） - 大日本プロレス
- カムイ伝説（竜童組、アニメ映画『カムイの剣』より） - 新日本プロレス参戦時

## マネージャー

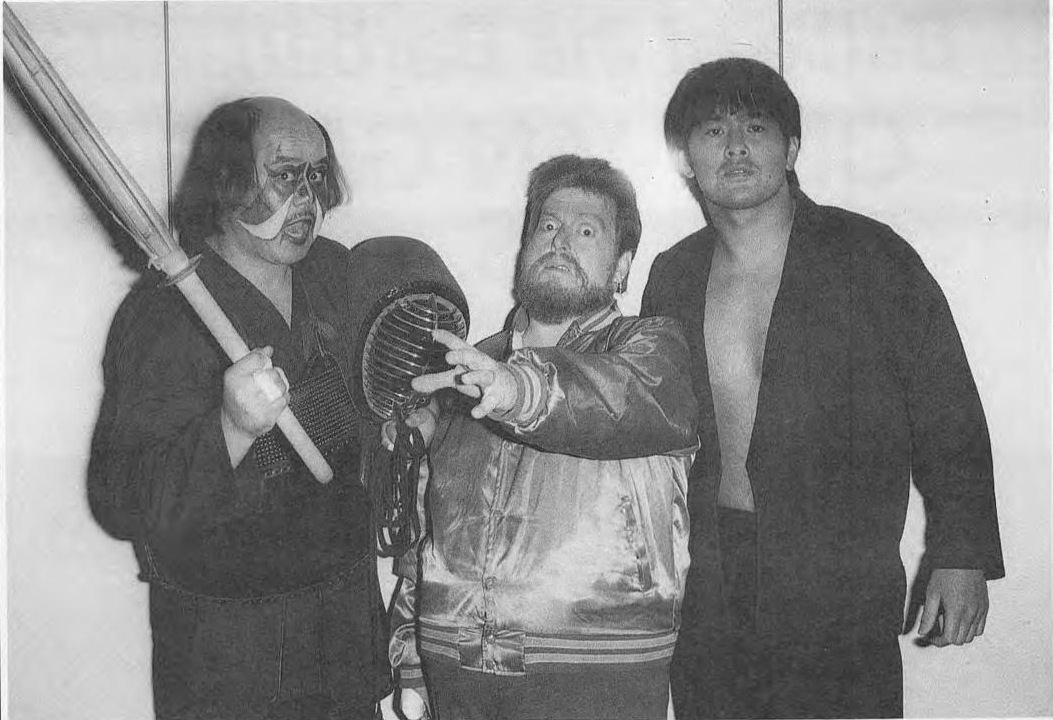
左からナガサキ、サー・オリバー・フンパーディンク、ホワイト・ニンジャ（1986年）

- タイガー服部 - ミスター・サクラダ（CWF）
- J・J・ディロン - ケンドー・ナガサキ（CWF）
- サー・オリバー・フンパーディンク - ケンドー・ナガサキ（CWF）
- スカンドル・アクバ - ケンドー・ナガサキ（MSWA）
- 将軍KYワカマツ - ケンドー・ナガサキ（新日本プロレス）
- ヒューゴ・サビノビッチ - ケンドー・ナガサキ（WWC）
- ゲーリー・ハート - チャン・チュン（WCCW）、ドラゴン・マスター（WCW）

## 著書
- 『ケンドー・ナガサキ自伝』（2018年5月19日、辰巳出版）ISBN 978-4777819676